# Pudder
|  | Denne artikel omhandler kosmetik, for kropspudder se Talkum. |
Pudder er et kosmetikprodukt. Dets konsistens kan være enten løst eller presset (dvs. det lægges på med en dertil indrettet pudderkvast eller svamp).
Pudder skal bruges på huden, typisk for at dække eventuelle småfejl bumser eller ar. Pudder kan også, gøre sådan at du kan få en anden hudfarve, altså hvis du er bleg, kan man bruge en lidt mørkere pudder, så du får en anden nuance.Pudder har forskellige nuancer, som kan tilpasses enhver hudtype.

## Historie
I renæssancen brugte kvinderne helt hvidt pudder i ansigtet. Dog indeholdte dette pudder tungmetaller og bly, der slog revner i huden. Derfor døde mange mennesker i en ung alder af blyforgiftning. Dog har videnskaben videreudviklet pudderet, som i dag kan bruges uden problemer. Ludvig 14. holdt ikke af pudder og tog det ikke i brug før mod slutningen af sin regeringstid. Det kom ikke i almindelig brug før i 1690'erne – Samuel Pepys nævner det slet ikke i sin dagbog,  som han førte frem til 1669.

## Påførelse
Man kan bruge presset pudder alene på huden, uden en foundation/makeupcreme under. Det løse pudder skal derimod lægges over en foundation for at få det til at holde hele dagen og gøre huden mat.
Dog skal man huske på at pudder kan indeholde allergifremkaldende stoffer. Man kan vælge et produkt uden parfume og E-numre – men samtidig være opmærksom på, at der i kosmetik uden konserveringsmidler, kan udvikles bakterier og svampe, der i sig selv kan fremkalde allergi.